# 広島エフ・ドゥ
広島エフ・ドゥ（ひろしまエフ・ドゥ、Hiroshima F・do）は、日本の広島県広島市をホームタウンとする、日本フットサルリーグ（Fリーグ）に加盟するフットサルクラブ。

## 概要
1999年創設。2011年Fリーグ準会員認定、中国地方では初めてFリーグ準会員認定されたクラブである。2018-19シーズンよりリーグ再編に伴い正式にFリーグ参入。
ホームタウンは広島県広島市。広島市安佐北区スポーツセンターをメインに、GLOBALRESORT総合スポーツセンターサンチェリー、東広島運動公園を拠点に活動している。運営法人はNPO法人中国フットサルプロモーション。
小学生以下のジュニアチームOSHU広島F・DOを有し、広島大学フットサル部とサテライトチームとして提携している。
また、2021年からは直接的なサテライトチームとして、広島F.DOレグルスが誕生した。

## 歴史

### 創設期
1999年広島大学の選手として第4回全日本フットサル選手権大会に出場した川野貴志と安藤正晴は、より強いチームをつくろうと第51回国民体育大会（ひろしま国体）サッカー成年2部優勝メンバーを中心に選手を集め、同年11月に結成した。すぐ中国地方の強豪クラブとなる。
2007年にFリーグが開幕すると参入に向け動き出す。2008年、約10社のスポンサーを集めたものの、チームの法人化が間に合わなかったため断念した。その後、運営法人をNPO法人申請し、2011年4月認証された。同年、Fリーグ準会員に認定され、Fリーグ準会員リーグに参入した。
2016年、FUTSAL地域チャンピオンズリーグにおいて3位。
2017年にはフットサル日本代表主将経験のある村上哲哉が監督に就任した。
同年、村上監督をはじめ、チームに所属する現役Fリーガーが直接指導にあたるフットサルスクールT-DREAMも始動した。
2021年から、広島F.DOレグルス(サテライト)が新しく出来た。
2022年3月、村上監督の退任に伴い、加藤亜土が監督に就任することが発表された。

### Fリーグ
2018-19シーズンからFリーグはリーグを再編、ディビジョン制を採用しF1とF2が発足する。そのF2の初代参加チームの一つとなった。
2024年11月26日、Fリーグ退会を発表。理由は以下の通り、
- スポンサー企業の撤退
- 入場料収入の減少
- 遠征費の増加なども重なり、全国リーグ参戦の見込みが立たないため

なお中国リーグや下部組織は引き続き活動する。

## 成績
| 年度 | 所属 | 順位 | 勝点 | 試合 | 勝 | 分 | 敗 | 得点 | 失点 | 得失 |
| 2005 | 中国 | 1位  |      |      |    |    |    |      |      |      |
| 2006 | 中国 | 1位  |      |      |    |    |    |      |      |      |
| 2007 | 中国 | 1位  |      |      |    |    |    |      |      |      |
| 2008 | 中国 | 2位  |      |      |    |    |    |      |      |      |
| 2009 | 中国 | 1位  |      |      |    |    |    |      |      |      |
| 2010 | 中国 | 1位  |      |      |    |    |    |      |      |      |
| 2011 | 中国 | 1位  |      |      |    |    |    |      |      |      |
| 2012 | 中国 | 1位  |      |      |    |    |    |      |      |      |
| 2013 | 中国 | 2位  |      |      |    |    |    |      |      |      |
| 2014 | 中国 |      |      |      |    |    |    |      |      |      |

## タイトル
- 中国フットサルリーグ
  - 2005年、2006年、2007年、2009年、2010年、2011年、2012年

## 監督・選手
2022年3月現在
- 監督 加藤亜土

- 1 （GK）
- 2 （GK）
- 4 （FP）水田伸明
- 5 （FP）新後司
- 6 （FP）
- 7 （FP）
- 8
- 9 （FP）武田侑也
- 10
- 11
- 12 （FP）佐々木諒
- 13
- 14 （FP）寺本芳希
- 15 （FP）江藤良輔
- 16 （FP）
- 17 （FP）
- 19 （FP）
- 20 （GK）阿部寛大
- 21 （FP）
- 22 （FP）内田大晴
- 25 （GK）鈴木雄大
- 28 （FP）小島翼
- 29 （FP）
- 喜多村優
- 石川彰人
- 織田航輔
- 岩田裕矢
- 宮原勇哉
- 真鍋優斗

## 歴代所属選手
- 村上哲哉(前監督)
- 安藤正晴
- 川田尚幸
- 大坪竜史
- 喜多健二
- 庄司孝
- 菊本侑希
- 吉村和大
- 西川太志
- 半田貴裕
- 井城賢太
- 有吉信之
- 和崎翔大
- 三宅研司
- 永井聡
- 渡辺大輔
- 田中晃輝
- 尾関潤
- 岩﨑豪
- 津田卓
- 冨廣洋平
- 三島光太郎
- 岩山拓馬

## ユニフォーム
クラブカラー
ユニフォームスポンサー
| 提出個所 | スポンサー名 | 表記 | 提出年 | 備考 |
| -------- | ------------ | ---- | ------ | ---- |
| 胸       |              |      |        |      |
| 背       |              |      |        |      |
| 袖       |              |      |        |      |
| 肩       |              |      |        |      |
| パンツ   |              |      |        |      |

ユニフォームサプライヤー
- GAViC

## OSHU広島F・DO
2009年に発足したジュニア世代の育成組織。フットサルの普及およびフットサル選手・サッカー選手の育成を目的に活動している。
全日本少年フットサル大会にも出場している。